# Forteresse de Babylone du Caire
Pour les articles homonymes, voir Babylone (homonymie).

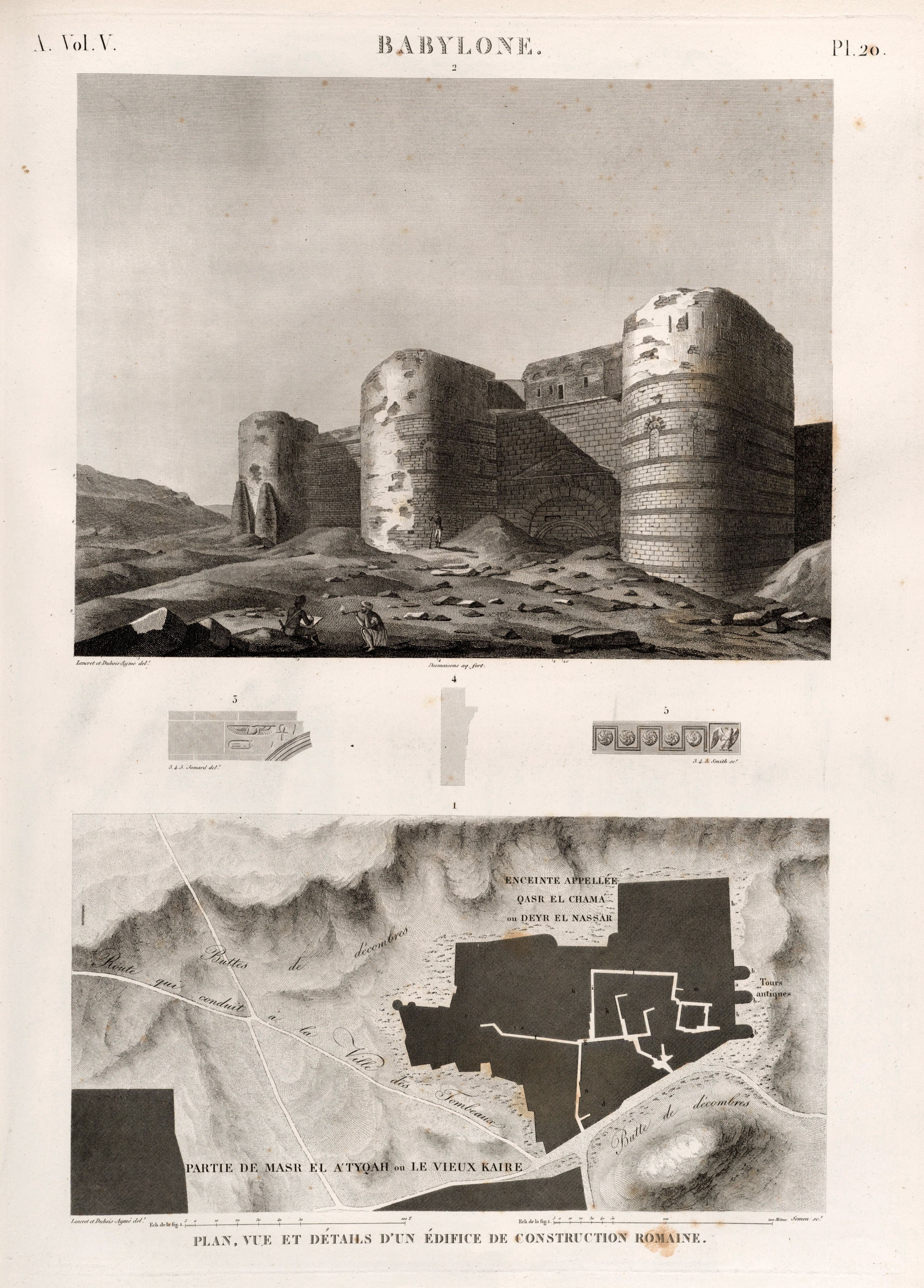
Qasr el Chama, Expédition d'Égypte

La Forteresse de Babylone (en arabe : حصن بابليون; en copte : ⲡⲁⲃⲓⲗⲱⲛ or Ⲃⲁⲃⲩⲗⲱⲛ) est une forteresse romaine située dans le Vieux Caire actuel, dans le quartier copte, près de la rive orientale du Nil, face à l'île de Roda. Même si sa construction est attribuée à l'empereur Trajan, la structure actuelle date du règne de Dioclétien.
La construction de la forteresse a accompagné la réouverture du canal des Pharaons sous le règne de Trajan qui permettait de lier le Nil à la Mer Rouge. La forteresse permettait alors de contrôler ce canal crucial pour le commerce antique. Elle permettait également de contrôler la navigation sur le Nil en dominant le point de passage le plus commode pour traverser le Nil, à la jonction entre la Haute et la Basse-Égypte.
Lors de la conquête de l'Égypte par le général arabe 'Amr ibn al-'As en 639, la forteresse est intégrée à la ville de Fostat tout en gardant son propre gouverneur. Sous les dynasties musulmanes suivantes, les Abbassides et les Toulounides, sont ensuite ajoutées Al-Askar (750) et Al-Qataï (868) avant que l'ensemble, agrandi, prenne le nom d’Al-Qahira (« la Victorieuse »). Fostat et el-Qahira sont unifiées et réunies dans une seule enceinte, gardée par une citadelle, sous le monarque ayyoubide Salah ed-Dîn en 1173. Fostat forme aujourd'hui le Vieux-Caire.
La « forteresse de Babylone » et son quartier furent un haut-lieu des cultures juive et chrétienne du Caire. On y trouve la synagogue Ben Ezra et sa fameuse gueniza, ainsi que la plupart des plus anciennes églises coptes de la ville, en particulier l'église Al Moallaqa (« la suspendue », construite au Ve siècle sur le portail sud, d'où son nom) et l'église Saint Georges (orthodoxe), construite au-dessus de l'une des tours qui surmontent le portail de la forteresse, dont elle épouse l'arrondi.
Les ruines de la forteresse abritent aujourd'hui le musée copte du Caire.

## Galerie

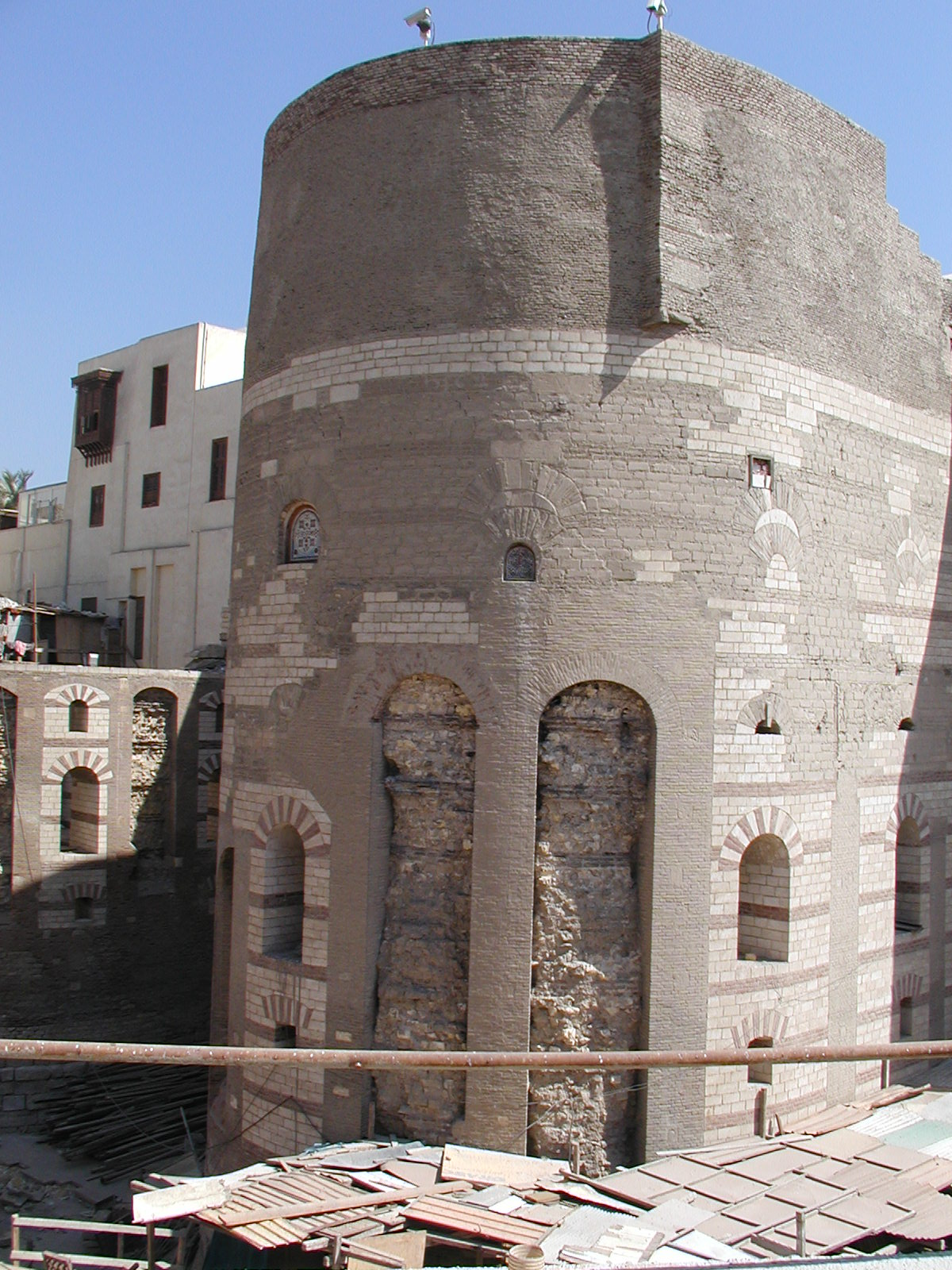
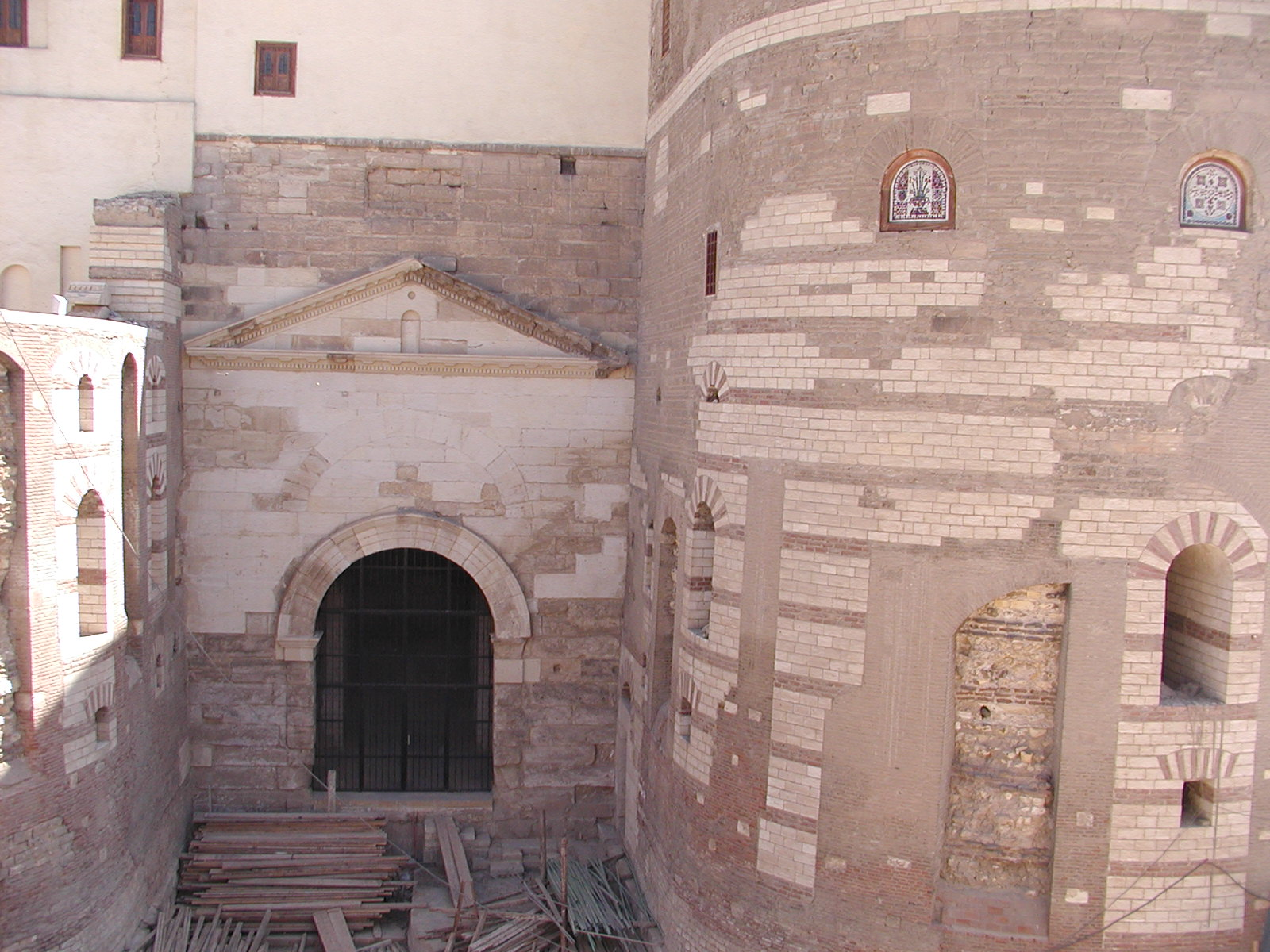
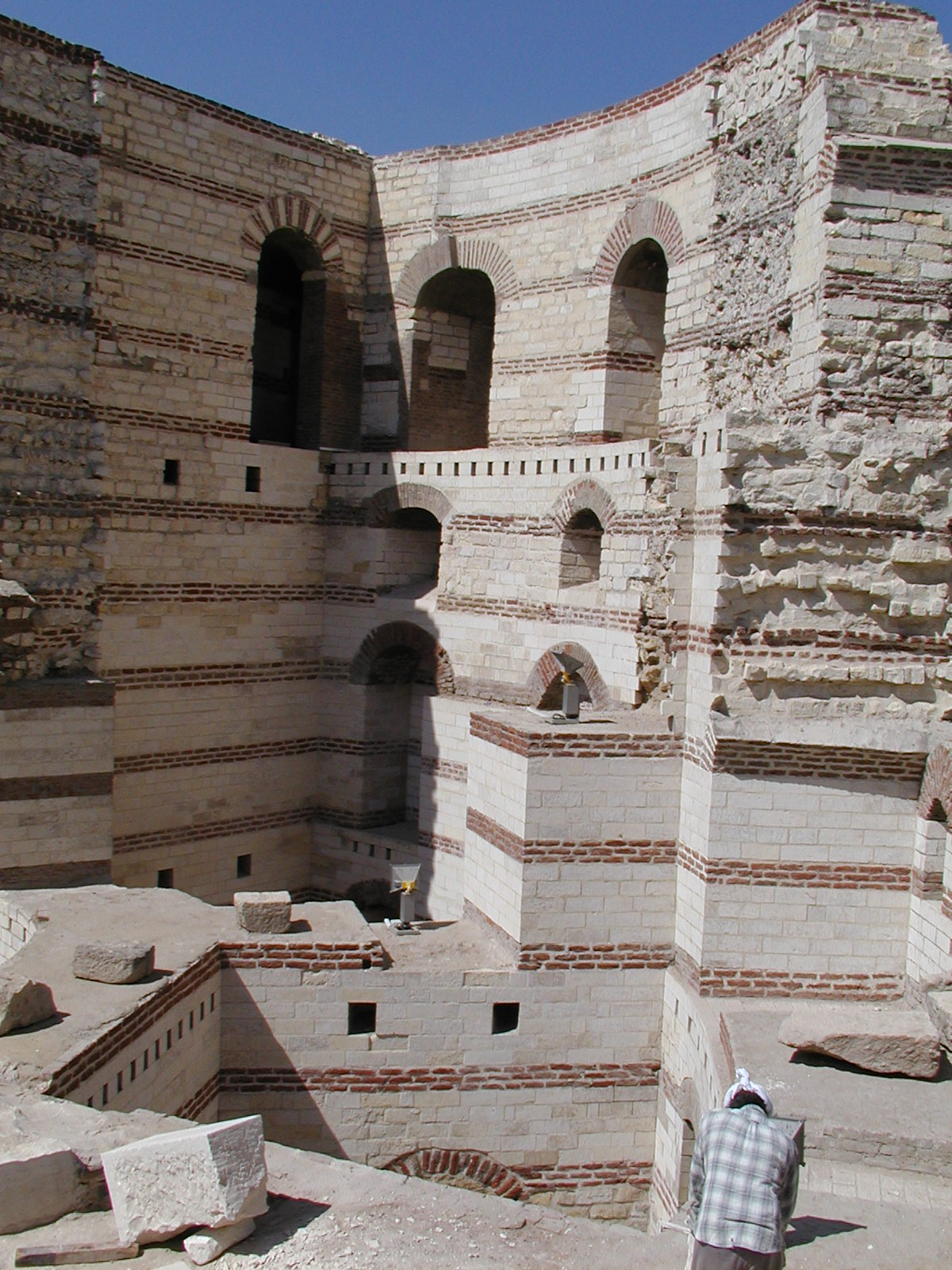
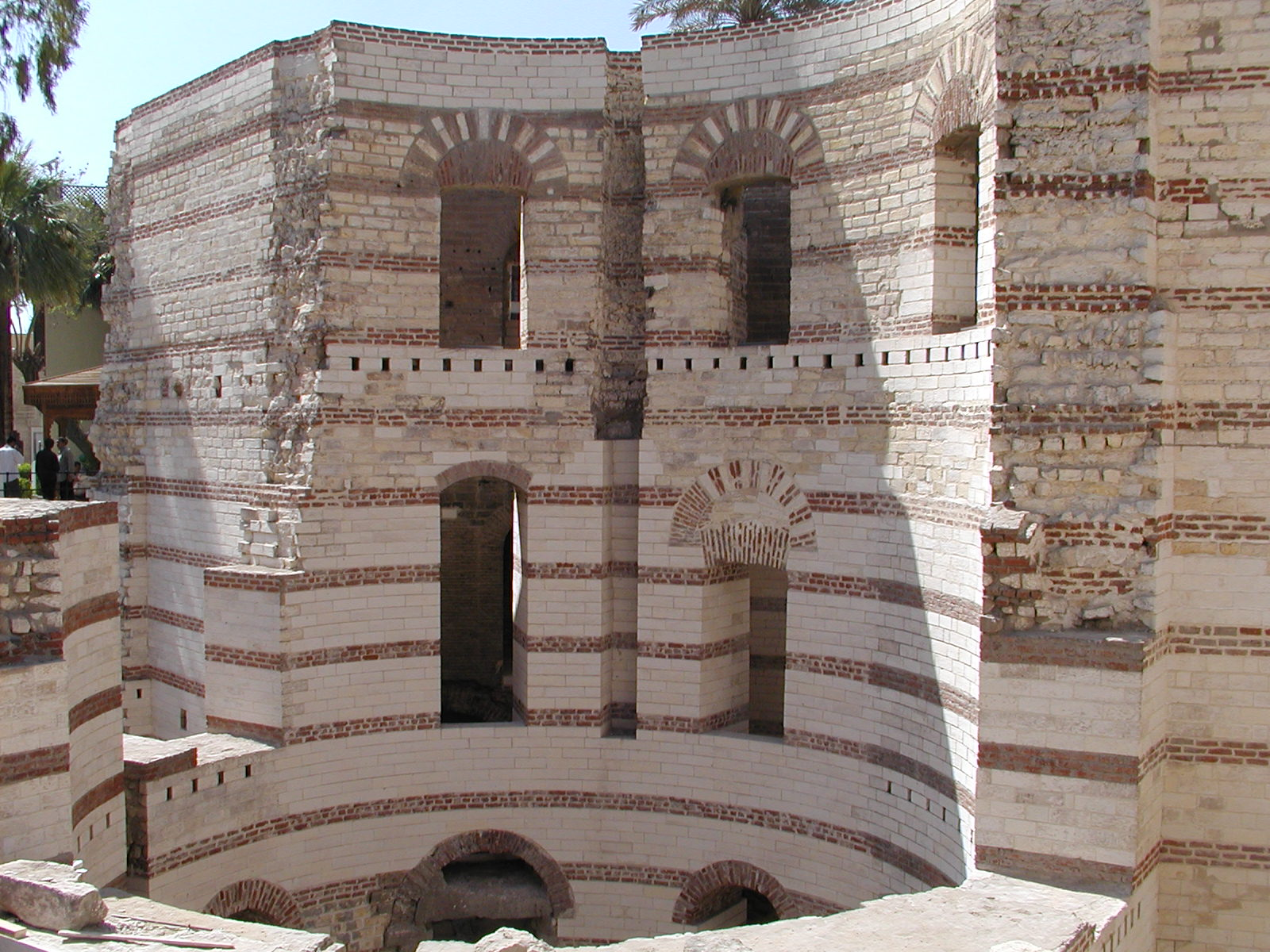